# Farsan
Farsan (schwedisch, umgangssprachlich für „der Vater“) ist eine schwedische Filmkomödie vom Regisseur Josef Fares aus dem Jahr 2010. Sie befasst sich mit den Themen Liebe, Freundschaft und Familie und hatte am 12. Februar 2010 in Schweden Premiere.

## Handlung
Im Mittelpunkt der Handlung steht Aziz (Farsan), ein älterer Mann libanesischer Herkunft. Er ist Witwer und Vater des Bankangestellten Sami. Aziz selbst arbeitet im Fahrradgeschäft „Jörgens Cykel“ seines Freunds Jörgen mit. Im Übrigen sind dort Juan und Edith, Jörgens Mutter, beschäftigt. Der Film behandelt im Wesentlichen vier Problemkonstellationen:
Sami lebt mit seiner Frau Amanda zusammen. Dem Kinderwunsch der beiden steht das Problem im Weg, dass das Paar keine eigenen Kinder bekommen kann. Da sich Aziz jedoch nach eigenen Enkeln sehnt, verschweigen Sami und Amanda dieses Hindernis, planen eine baldige Adoption und täuschen mithilfe von Kissen Amandas Schwangerschaft vor. Als Amanda bezüglich der eigentlich vorgesehenen Adoption eines einheimischen Kinds eine Absage erhält, entscheidet sich das Paar aufgrund der geringeren Wartezeiten kurzfristig für die Adoption eines Kinds aus China, obwohl sich das natürlich nicht mehr mit der simulierten Schwangerschaft vereinbaren lässt. Deshalb konfrontieren Sami und Amanda Aziz wenig später mit der Wahrheit.
Sami ist der Meinung, dass Aziz’ Fokussierung auf den Wunsch nach Enkelkindern mit dessen Einsamkeit seit dem Tod seiner geliebten Frau zusammenhängt. Deshalb rät er seinem Vater, sich wieder eine Lebenspartnerin zu suchen. Nach einem gescheiterten Verkupplungsversuch mit einer Kollegin von Amanda und einigen erfolglosen Begegnungen mit weiteren Frauen, wirft Aziz in zunehmendem Maße ein Auge auf Edith. Aziz fordert Jörgen dazu auf, ein Treffen mit Edith zu arrangieren. Tatsächlich lernen sich Aziz und Edith näher kennen, Aziz versteht Ediths freundschaftliche Zuneigung aber falsch und kündigt kurz darauf Sami und Amanda gegenüber seine baldige Hochzeit an. Als Aziz Edith bei einem gemeinsamen Essen einen Heiratsantrag macht, scheint die Freundschaft der beiden zu zerbrechen.
Aziz stellt Jörgens Beziehung zu seiner Ehefrau Lotta in Frage und behauptet, Jörgen sei nicht männlich genug, um seiner Rolle als Ehemann gerecht zu werden. Jörgen stellt sich daraufhin vor, Lotta könnte eine Affäre mit einem muskulösen Nachbarn haben und entwickelt Komplexe. Das Alltagsleben der beiden wird zunehmend angespannt. Aziz bietet Jörgen schließlich an, ihm Männlichkeit beizubringen, und erwartet dafür als Gegenleistung Hilfe beim näheren Kennenlernen von Edith. Als Jörgen jedoch versucht, Aziz’ Lektionen Lotta gegenüber anzuwenden und sich in übertriebener Weise als Macho präsentiert, kommt es zum Eklat.
Juan fürchtet um seinen geliebten, aber altersschwachen Hund Dino, der an Arthrose leidet. Eine Tierärztin empfiehlt, das Tier einzuschläfern, wogegen sich Juan stark wehrt und stattdessen im Fahrradgeschäft ein Rollgestell für Dino baut. Aziz bringt ihn zudem auf den Gedanken, dass Dino vor seinem Tod die Möglichkeit bekommen soll, sich fortzupflanzen. Trotz mehrerer Versuche lässt sich dieser Plan allerdings nicht verwirklichen und Juan entscheidet sich schließlich doch für Dinos Einschläferung.
Zum Ende hin werden die einzelnen Stränge aufgelöst: Juan plant, sich einen Papagei zu kaufen. Jörgen spricht sich mit Lotta aus und begreift, dass starke Männlichkeit von ihm gar nicht erwartet wird. Aziz kann die Freundschaft zu Edith auf sensible Weise retten. Außerdem akzeptiert er schließlich das adoptierte, chinesische Enkelkind, dem er kurz nach dessen Adoption in der letzten Szene des Films zum ersten Mal begegnet.

## Reaktionen in Schweden
- Nach dem Premierenwochenende stieg Farsan auf Platz 1 der schwedischen Kino-Charts ein. Zwischen dem 12. und einschließlich 14. Februar 2010 sahen 84.284 Kinobesucher in Schweden den Film.[1]
- Åsa Johansson von den Dalarnas Tidningar (Zeitungen Dalarnas) nennt das Risiko, zu viel Stoff in einem einzigen Film unterbringen zu wollen, beschreibt den Film aber als rührend.[2]
- Karolina Fjellborg vom Aftonbladet (eine schwedische Abendzeitung) ist zwar der Ansicht, Farsan sei nicht unbedingt der beste von Josef Fares' Filmen, hebt aber hervor, dass man über die Komödie, die sie als warm und liebevoll beschreibt, laut lachen kann.[3]